# Michael Adkins
Michael Adkins (Sarnia, Ontario, ca. 1980) is een Canadese jazzsaxofonist.

## Biografie
Adkins maakte kennis met de jazz door zijn oudere zus, die saxofoon speelde, en via zijn vriend ontdekte hij de muziek van John Coltrane. Hij woont sinds de jaren 2000 in New York en werkt sindsdien samen met Paul Motian, met wie hij onder andere optrad in de Village Vanguard. Onder zijn eigen naam nam hij de twee albums op, Infotation (Semblance, 2005, met John Hébert en Ian Froman) en Rotator (HatHut Records, 2008, met Russ Lossing, John Hébert en Paul Motian), dat door het Britse tijdschrift Wire tot de topalbums van 2008 wordt gerekend. In 2018 verscheen het album Flaneur (hatOLOGY), dat nog niet eerder uitgebrachte opnamen bevat met Paul Motian, Russ Lossing en Larry Grenadier.